# Asarum hongkongense
Asarum hongkongense là một loài thực vật có hoa trong họ Aristolochiaceae. Loài này được S.M.Hwang & Wong Sui mô tả khoa học đầu tiên năm 1990.